# 1459 Magnya
1459 Magnya eller 1937 VA är en asteroid i huvudbältet, som upptäcktes 4 november 1937 av den ryske astronomen Grigorij N. Neujmin vid Simeiz-observatoriet på Krim. Den är uppkallad efter det latinska ordet Magnya, vilket på ryska betyder Fantastisk.
Asteroiden har en diameter på ungefär 29 kilometer.